# Панкреатит
Панкреатитът представлява възпалително-некротично заболяване на застомашната жлеза (панкреас), което възниква в резултат на разрушаване на паренхима на жлезата от ензимите, които отделя. Панкреатитите биват остри и хронични.